# Luna 1958C
Luna 1958C (sèrie E-1) fou el tercer intent soviètic d'enviar una missió espacial no tripulada a la Lluna. Fou llançada el 4 de desembre del 1958, i la seva missió era estavellar-se contra la superfície lunar. La seva predecessora, Luna 1958-A, portava un contenidor de sodi amb l'objectiu de produir un núvol de sodi visible en impactar, però no se sap si Luna 1958C també en duia un.
En tot cas, la missió fracassà: quedà danyada durant el vol i explotà 245 segons després del llançament, sense arribar a sortir de l'atmosfera terrestre.